# Républicanisme en France au XIXe siècle
Pour les articles homonymes, voir Républicanisme en France.
Le républicanisme en France au XIXe siècle est un mouvement politique plus ou moins organisé issu notamment de la philosophie des Lumières et de la Révolution française, ainsi qu'une tradition de pensée politique distincte, bien que convergente sur tel ou tel point, avec la tradition plus générale du républicanisme telle qu'identifiée notamment par le philosophe Philip Pettit. Opposé à la monarchie, absolue ou constitutionnelle, et donc à la Restauration, le républicanisme français se distingue aussi du libéralisme et du socialisme, même s'il peut emprunter des éléments à l'un et à l'autre. Après de longs débats et de nombreuses crises, succès et échecs, le républicanisme finira par s'imposer en France comme le régime le plus consensuel, notamment après la crise du 16 mai 1877, et ne sera plus remis en cause, hormis sous Vichy.

## Histoire du républicanisme

### Républicanisme sous les monarchies post-révolutionnaires
Issu du mouvement libéral, le mouvement républicain se constitue en tant que parti reconnu et clairement séparé des autres durant les premières années de la monarchie de Juillet.
Les républicains sont honnis des régimes monarchiques, contraints à l'action secrète ou à l'action informelle via la presse sans pouvoir s'opposer directement à la chambre des députés à la politique du pays sauf durant une courte période au début de la monarchie de Juillet où les républicains, auréolés de leur aide à l'instauration de Louis-Philippe sur le trône, ne susciteront que plus tardivement l'hostilité des députés monarchistes.
Les soutiens indéfectibles des républicains sont l'armée ainsi que les étudiants, qui sont à l'origine de grandes insurrections populaires qui paieront parfois (Trois Glorieuses, Révolution française de 1848) mais qui échoueront aussi (Les quatre sergents de la Rochelle, insurrection républicaine de 1832).
Si les républicains ont des hommes capables de diriger un pays (Lafayette, Dupont de l'Eure), aucun n'a l'envie réelle du pouvoir, comme l'illustre le retrait de Lafayette face au duc d'Orléans en 1830 lors de l'hésitation de 1830, anéantissant un probable retour d'une république au profit d'une monarchie constitutionnelle.

### Républicanisme sous la Seconde République
La IIe République est, comme l'ont remarqué les historiens, une République sans républicains. Les élections de 1848 donnent la majorité aux monarchistes et le peuple français, au suffrage universel, élit président de la République Louis-Napoléon Bonaparte. La Constitution est certes rédigée « en présence de Dieu et au nom du peuple français ». Elle proclame pour principes « la liberté, la fraternité et l’égalité » ; mais elle a surtout pour base « la famille, la propriété et l’ordre public ». Le régime est facilement renversé par le coup d'État du 2 décembre 1851.

## Diffusion des idées républicainesXIXesiècle
Pour Maurice Agulhon, la diffusion des idées républicaines se fait des centres vers les périphéries, avec les bourgeois instruits et républicains transmettant leurs idées dans les villages où ils ont une activité commerciale.
Les campagnes sont naturellement plus hostiles au républicanisme, même si ce n'est pas uniforme. Dès 1848, plusieurs zones rurales votent républicain. Plusieurs explications sont avancées : villages plus gros qui permettent la réunion et la sociabilité, différence de tradition religieuse ou de régime de propriété.
Une partie des républicains et les radicaux anticléricaux s'opposent au vote des femmes car elles sont moins instruites et plus favorables à la religion, donc favorables à la contre-Révolution.
Pour Vincent Bourdeau, les Républicains du XIXe siècle sont opposés à la redistribution et défendent la propriété privée.

## Luttes partisanes auXIXesiècle
Pour ce qui est de l'opposition active, partisane, on peut la partager en clandestine et officielle.
Clandestine, d'abord — les excès des Ultra-royalistes montrant du doigt tout ce qui était plus à gauche qu'eux — mais elle demeurait latente, s'organisant en société secrète, telle la Charbonnerie, et lorsque se lèvent les barricades de Juillet, s'élèvent alors les paroles de « Vive la République ! », qui ne sont cependant pas récompensées : le chaos de l'organisation des républicains de 1830 faisant se rallier  Lafayette — leur porte-drapeau désigné — à Louis-Philippe d'Orléans et à la monarchie parlementaire.
Le républicanisme se réfugie alors dans les sociétés secrètes à but révolutionnaire, telle la Société des saisons d'Auguste Blanqui (1805-1881 ; républicain socialiste), « L'Enfermé ». Périodes insurrectionnelles mieux organisées, mais rapidement réprimées : les Canuts lyonnais de 1831, mais aussi 1834, 1839, autant de vaines insurrections populaires de la faim, ou de mouvements de foules sans consistance que les républicains tentent d'instrumentaliser. Seul 1848 est une réussite parisienne : après un coup de force, la Seconde République est déclarée. Mais le tournant de mai 1848, les répressions des Journées de Juin, la Chambre de 1849 — monarchiste — et le Second Empire (coup d'État du 2 décembre 1851) plongent à nouveau les républicains dans l'opposition.
L'opposition parlementaire des députés républicains reste longtemps marginale, et commence à être réellement visible à l'Assemblée aux environs de la fin de la Monarchie de Juillet. Dans l'euphorie de 1848, peuple et bourgeoisie les portent massivement au pouvoir. Mais l'union se divisant, la bourgeoisie prend avec la France rurale parti pour les monarchistes. Sous l'Empire, seule l'amnistie de 1859 puis la libéralisation de l'Empire leur permettent un retour limité. Les droits qu'ils obtiennent (droit de grève, 1864) leur rallient à nouveau les masses ouvrières. Avec la nomination d'Émile Ollivier, républicain rallié à la tête du gouvernement (du fait de la Chambre républico-libérale de 1869), les républicains passent de l'opposition au pouvoir.
Ainsi, bien que constantes, les aspirations républicaines se sont d'abord exprimées clandestinement, et avec un but révolutionnaire. Mais c'est par la voie parlementaire qu'elles sortent finalement de l'opposition, ayant enfin réussi à se créer une assise populaire (Législatives de 1869), un député mi-républicain mi-bonapartiste accédant au sommet du pouvoir.

## Gestion du pouvoir et instauration d'un régime républicain
La prise de pouvoir de 1848 pouvant être considérée comme l'échec d'une tentative insurrectionnelle parisienne, républicaine, dans un tout français monarchique, il est surtout à étudier la période de 1869-1879.
Par le sénatus-consulte de 1869 — encourageant à la libéralisation de l'Empire —, la constitution de la Chambre où libéraux et républicains montent en puissance, et la nomination d'Émile Ollivier : la population, l'Assemblée, et l'Empire se dirigent vers un parlementarisme aux couleurs républicaines.
Mais c'est la défaite de Sedan (2 septembre 1870, contre les Prussiens) et la proclamation de la république le 4 septembre 1870 qui vont guider vers un régime républicain.
Ensuite, les victoires législatives des monarchistes de 1870 à 1879, conduisant au gouvernement d'Ordre moral de Mac Mahon, soulignent la rupture entre les campagnes conservatrices et les républicains, bien insérés dans les villes et les centres industriels. La République demeure incertaine : en entérinant le septennat, les lois constitutionnelles de 1875 visent à faire gagner du temps aux monarchistes, tandis que l'institution du Sénat permet de modérer ce que la droite considère comme les risques du suffrage universel.
La nomination de Thiers comme chef de l'exécutif de la République provisoire et le pacte de Bordeaux avaient en effet gardé ouverte la possibilité d'une Restauration monarchique. La droite catholique et monarchiste, divisée notamment entre orléanistes et légitimistes, ne parvient cependant à se mettre d'accord. L'intransigeance du comte de Chambord, petit-fils de Charles X, qui refuse en 1883 d'abandonner le drapeau blanc au profit du drapeau républicain, y est pour beaucoup. Les derniers espoirs sérieux de Restauration disparaissent en 1879, avec le décès de Louis Napoléon, fils de Napoléon III, puis avec la mort du comte de Chambord en 1883.
Les élections de 1876, remportées par les républicains, et la démission de Mac-Mahon après la crise du 16 mai 1877, signent définitivement la victoire républicaine et l'adhésion populaire.
La IIIe République œuvre alors avec modération pour stabiliser ce nouveau régime, l'enraciner. Les lois d'éducation (Lois Ferry, 1881-1882), de laïcisation de la France encouragent au républicanisme. La volonté populaire devient seule souveraine légitime. La France et les Français adhèrent non absolument, mais en tout cas massivement, à l'idée républicaine. 
Cet ancrage se marque symboliquement par la réouverture du Panthéon de Paris, en 1885, lors des funérailles nationales de Victor Hugo. L'année suivante, la crise boulangiste, empreinte de césarisme et de bonapartisme, marque cependant la persistance du risque menaçant les institutions parlementaires. Le camp républicain s'unit contre le boulangisme, formant des listes communes lors des élections de 1889.
Le patriotisme, auparavant valeur républicaine de gauche — la volonté de continuer la guerre contre la Prusse avait été l'un des motifs du soulèvement du 18 mars 1871) —, se transforme, un nationalisme d'extrême-droite, antiparlementaire et anti-républicain, faisant son apparition dans le sillage du boulangisme et de l'affaire Dreyfus : l'évolution de la Ligue des patriotes de Paul Déroulède en est l'un des signes. Parfois, ce nationalisme de droite, empreint de xénophobie et d'antisémitisme, ce conjugue avec une nouvelle forme de royalisme, dont l'Action française de Maurras, qui qualifie la République de « Gueuse », se fait le héraut. Menacé par ces différents mouvements, le camp républicain s'unit à nouveau en 1899, pour porter au pouvoir le gouvernement de Défense républicaine de Waldeck-Rousseau, péjorativement qualifié de « cabinet Dreyfus » par la droite, dont une large partie refuse de participer au Ralliement prôné par le Pape, qui préconisait de participer à la vie politique afin de défendre l'Église contre la République - le libéralisme continuant à être honni au Vatican (Syllabus). 
Le dernier grand conflit du siècle entre la droite catholique et la gauche républicaine sera celui de la loi de séparation des Églises et de l'État de 1905, avec la querelle des inventaires qui s'ensuit et les tentatives de conciliation poursuivies par le président du Conseil, radical et anticlérical notoire, Clemenceau en 1906-1909. Un accord définitif ne sera trouvé entre la République et le Vatican qu'après la Première Guerre mondiale, avec l'acceptation par le Cartel des gauches de la non-remise en cause du statut concordataire d'Alsace-Lorraine et l'officialisation des « associations diocésaines », plutôt que cultuelles.
Tout au long de la IIIe République, et malgré le processus de sinistrisme (évolution de la gauche vers la droite des partis et des hommes politiques au fur et à mesure qu'émergent des mouvements plus revendicatifs), le camp républicain conserve une identité commune, nonobstant les différends. Ainsi, des élections primaires sont organisées lors de chaque élection présidentielle au sein du camp républicain ; tous les républicains, toutefois, n'y participent pas toujours, et en 1913, l'élection de Raymond Poincaré montre que la discipline républicaine n'est pas toujours respectée. Le réflexe républicain continuera cependant à jouer lors du XXe siècle, comme le montrent les conséquences des émeutes du 6 février 1934. Les années 1930 mettront en effet à rude épreuve la République, tant et si bien qu'elle tombera avec le vote des pleins pouvoirs à Philippe Pétain le 10 juillet 1940 par la législature du Front Populaire, « divine surprise » selon Maurras.

## Bilan
De 1814, Restauration imposée mais acceptée (1815), à 1914, date de début de « La guerre pour la paix » la France est posée comme ayant été « le laboratoire politique de l'Europe », tant par ses régimes, abondants, que par les doctrines qui s'y affrontent. Et de cette lutte, de ce laboratoire, émerge la république, qui semble être « Le régime qui nous divise le moins » (Thiers).
Trouvant son origine dans les déclarations issues de 1789, l'opinion publique, dès 1814, est déjà « préparée » à la conversion républicaine, qui s'affirmera en même temps que la modernité, l'évolution des pensées, mais aussi l'évolution du niveau de vie et de l'« opinion citoyenne », déferlant de ville à campagne.
Il faut aussi souligner l'importance des insurrections, des oppositions libérales qui affaiblissant le conservatisme, tendent vers les positions républicaines, et mettent en lumière un mal-être social, et des gouvernements « rigides » qui diminuent en notoriété.
Mais c'est bien par la voie parlementaire que se dessine la victoire républicaine, l'indécision monarchiste permettant de franchir le pas, et la nation devient majoritairement républicaine en 1879, ouvrant la voie à une stabilisation certes agitée, mais réussie.
Aussi, la France posée dès lors comme nation libérale et démocratie de l'Europe[Quoi ?] va pouvoir se lancer dans la Première Guerre mondiale avec pour cri de guerre celui de « démocratie et liberté ».[Quoi ?]